# Comuna de Brochów
Brochów (polaco: Gmina Brochów) é uma gminy (comuna) na Polónia, na voivodia de Mazóvia e no condado de Sochaczewski. A sede do condado é a cidade de Brochów.
De acordo com os censos de 2004, a comuna tem 4234 habitantes, com uma densidade 36,3 hab/km².

## Área
Estende-se por uma área de 116,76 km², incluindo:
- área agricola: 53%
- área florestal: 38%

## Subdivisões
- Andrzejów-Brochocin, Bieliny-Sianno, Brochów, Brochów-Kolonia-Malanowo, Famułki Brochowskie, Famułki Królewskie, Górki, Hilarów, Janów, Konary, Kromnów-Gorzewnica, Lasocin, Łasice, Miszory, Nowa Wieś-Śladów, Olszowiec, Piaski Duchowne-Piaski Królewskie, Plecewice, Przęsławice, Tułowice, Wilcze Tułowskie-Wilcze Śladowskie, Wólka Smolana.

## Comunas vizinhas
- Czerwińsk nad Wisłą, Kampinos, Leoncin, Młodzieszyn, Sochaczew, Sochaczew, Wyszogród